# Casa Ademà
La Casa Ademà és un edifici situat al carrer Major, número 3, d'Unha, del municipi de Naut Aran, a la Vall d'Aran. Aquesta obra arquitectònica està inclosa en l'Inventari del Patrimoni Arquitectònic de Catalunya. Es considera d'estil barroc.

## Descripció
Notable edifici ("auvitatge") disposat en sentit transversal al carrer, en la falda del puig d'Unha. S'hi accedeix a través del portal de la cort que suporta una gran llinda que duu gravat d'una forma rudimentària: CASA NEGRET amb una mena de K que podria correspondre a la marca o senyal que identificava el bestiar de la casa. La façana principal és dividida en plafons per una faixa horitzontal que defineix les dues plantes amb què compta, i per quatre lesenes verticals que suporten l'entaulament i la cornisa, i flanquegen un cos central amb portada de fàbrica que duu en la llinda: J[oquim] B[runa]1828 B[runa]. Aquest element central trenca l'horitzontalitat de l'edifici a partir d'un cos àtic que culmina amb un frontó traingular; conté un balcó (sobreposat) i una finestra de fàbrica.Com és usual la teulada de doble vessant presenta encavallades de fusta i teulada de licorella. Així i tot, la façana lateral que dona al carrer també fou decorada i dotada de moviment a partir de dues lesenes que suporten capitells llisos i un entaulament amb el voladís força pronunciat, graonat sota el ràfec.En aquesta,són també ramarcable els xamfrans amb les cantonades rebaixades que imiten en l'alçada les tiges dels angles d'un capitell clàssic, resoltes amb carreus de pedra, que complien la doble funció de lligar les façanes d'una banda i de facilitar la circulació del bestiar i els carros, d'altra.